# Ovgós
Ovgós är ett periodiskt vattendrag i Cypern.   Det ligger i distriktet Eparchía Lefkosías, i den centrala delen av landet, 40 km väster om huvudstaden Nicosia. Ovgós ligger på ön Cypern.